# Groß Rossau
Groß Rossau ist ein Wohnplatz im Ortsteil Rossau der kreisangehörigen Hansestadt Osterburg (Altmark) im Landkreis Stendal in Sachsen-Anhalt.

## Geografie
Groß Rossau, ein Straßendorf mit Kirche, liegt etwa 7 Kilometer westlich von Osterburg (Altmark). Südlich des Dorfes fließen die Alte Biese und die Biese, in die westlich des Dorfes der Halmaygraben (Zehrengraben) mündet.
Nachbarorte sind Geldberg im Westen, Stapel im Norden, Schliecksdorf im Osten und Klein Rossau im Süden.

## Geschichte
Im Jahre 1184 wurde ein Nycholai rossow als Zeuge in einer Urkunde über das Kloster Arendsee aufgeführt.
Die erste Erwähnung aus dem Jahre 1287 kann nicht eindeutig Groß Rossau oder Klein Rossau zugeordnet werden. In der Verleihung eines Zolls an der Biese an einen gewissen Bethmann im Jahre 1287 heißt es in Gladigow, in Rossow, Sclikstorpe, in antiqua civitate, … per aquam Bysen. Im 19. Jahrhundert diskutierten einige Autoren, ob „antiqua civitate“ die Burg Gladigau gewesen wäre oder eine namentlich damals nicht mehr bekannte Stadt, wie Bambissen gewesen sein könnte.
Im Jahre 1541 heißt das Dorf Groß Rossow im Abschied der General-Kirchen-Visitation. Weitere Nennungen sind 1687 Grossen Rossow und 1804 Dorf Groß Rossau mit einem Rademacher, einer Schmiede und einer Windmühle.
Im Zuge der Anfang Juli 1905 begonnenen Milde-Biese-Aland-Regulierung verschwanden die Buhnen im Fluss, das Wasser wurde stellenweise in ein anderes Bett geführt, der Flusslauf wurde begradigt. Im heutigen Liegenschaftskataster ist der alte Verlauf noch zu erkennen. Ernst Wollesen schreibt dazu 1910: „…die Ufer der Biese [wurden] ihres in dichtem Gebüsch bestehenden herrlichen Schmuckes beraubt; gerade zwischen den Dörfern Groß- und Klein Rossau fällt das am schmerzlichsten auf“.
Bei der Bodenreform wurden 1945 ermittelt: eine Besitzung über 100 Hektar hatte 133 Hektar, 36 Besitzungen unter 100 Hektar haben zusammen 377 Hektar, zwei Kirchenbesitzungen hatten zusammen 39 Hektar, eine Gemeindebesitzung hatte 0,7 Hektar Land. Im Jahre 1948 hatten aus der Bodenreform 10 Vollsiedler jeder über 5 Hektar erhalten und 35 Kleinsiedler jeder unter 5 Hektar.

### Burg bei Groß Rossau
Südlich des Dorfes am Weg nach Klein Rossau an der Biese befindet sich ein stark eingeebneter Ringwall, ein undatierter Burgwall.
Der Bretscher Pfarrer August Hofmeister meinte 1884, dass eine Burg bei Groß Rossau schon zur Zeit von Otto I. eine Grenzburg gewesen sein könnte.
Er beschrieb eine „Stelle auf der Feldmark Groß Rossau, wo heute noch ein 70 Fuß langer und breiter hochaufgeworfener Wall und Graben das Vorhandengewesensein einer Burg unverkennbar anzeigt. An der Nordseite verrät ein aufgeworfener Damm, der noch jetzt Kohldamm heißt, den Eingang zur Burg. Ein Einschnitt in der westlichen Ecke des Burgwalls, woran sich ein gepflasterter schmaler Weg durch die niedrigen Wiesen bis zur Biese führend anschließt, scheint eine ehemalige Ausfall- oder Rettungspforte gewesen zu sein.“
In der von Alfred Pohlmann überlieferten „Sage vom Emmakreuz“ heißt es, dass die Burg derer von Rossow östlich von Klein Rossau, der Kirche von Groß Rossau gegenüber gelegen habe.

### Vorgeschichte
Erst Wollesen berichtete 1910, dass auf den Pfarrwiesen eine Erhöhung erkennbar war, in welcher Urnenscherben gefunden worden waren. Die Erhöhung liegt schon auf Stapeler Flur in Sumpfland, wohl nordwestlich des Dorfes im Norden der Düpte, einem sumpfigen Waldgebiet. Ein Wiesengrundstück zwischen den beiden Dörfern Groß Rossau und Klein Rossau, nahe der Alten Biese, führte 1910 den Namen des „alten Dorfes“. Dort wurden zahlreiche Urnen gefunden.

### Herkunft des Ortsnamens
Ernst Haetge meint, der Ortsname rossowe sei wendischen (slawischen) Ursprungs, wobei ros, rosche Heidekraut bedeutet oder res, rozina, rosin Roggen.
Es wird vermutet, dass zuerst das „Alte Dorf“ als wendische Siedlung existierte. Die deutsche Ansiedlung erhielt den Namen „Groß“ Rossau und der slawischen wurde der Zusatz „Klein“ beigefügt.

### Eingemeindungen
Am 20. Juli 1950 schlossen sich die Gemeinden Groß Rossau (mit dem Wohnplatz Geldberg), Klein Rossau und Schliecksdorf aus dem Landkreis Osterburg zur Gemeinde Rossau zusammen. Groß Rossau wurde erst nach 2006 als Wohnplatz der Gemeinde Rossau aufgeführt und war nie ein Ortsteil. Nach der Eingemeindung von Rossau nach Osterburg (Altmark) am 1. Juli 2009 verblieben Groß Rossau, Geldberg und Klein Rossau bei Rossau. Rossau wurde Ortsteil und Ortschaft der Stadt Osterburg (Altmark).

### Einwohnerentwicklung
| Jahr | Einwohner |
| ---- | --------- |
| 1734 | 140       |
| 1775 | 135       |
| 1789 | 122       |
| 1798 | 145       |
| 1801 | 137       |

| Jahr | Einwohner |
| ---- | --------- |
| 1818 | 163       |
| 1840 | 232       |
| 1864 | 278       |
| 1871 | 288       |
| 1885 | 289       |

| Jahr | Einwohner |
| ---- | --------- |
| 1892 | [00]264   |
| 1895 | 261       |
| 1900 | [00]240   |
| 1905 | 235       |
| 1910 | [00]253   |

| Jahr | Einwohner |
| ---- | --------- |
| 1925 | 299       |
| 1939 | 275       |
| 1946 | 425       |

Quelle wenn nicht angegeben:

## Religion
Die evangelische Kirchengemeinde Groß Rossau, die früher zur Pfarrei Groß Rossau bei Osterburg gehörte, wird betreut vom Pfarrbereich Gladigau im Kirchenkreis Stendal im Propstsprengel Stendal-Magdeburg der Evangelischen Kirche in Mitteldeutschland.
Die ältesten überlieferten Kirchenbücher für Groß Rossau stammen nach Angaben von Ernst Machholz aus dem Jahre 1697. Ernst Haetge gab 1695 als erstes Jahr der Überlieferung an.

## Kultur und Sehenswürdigkeiten

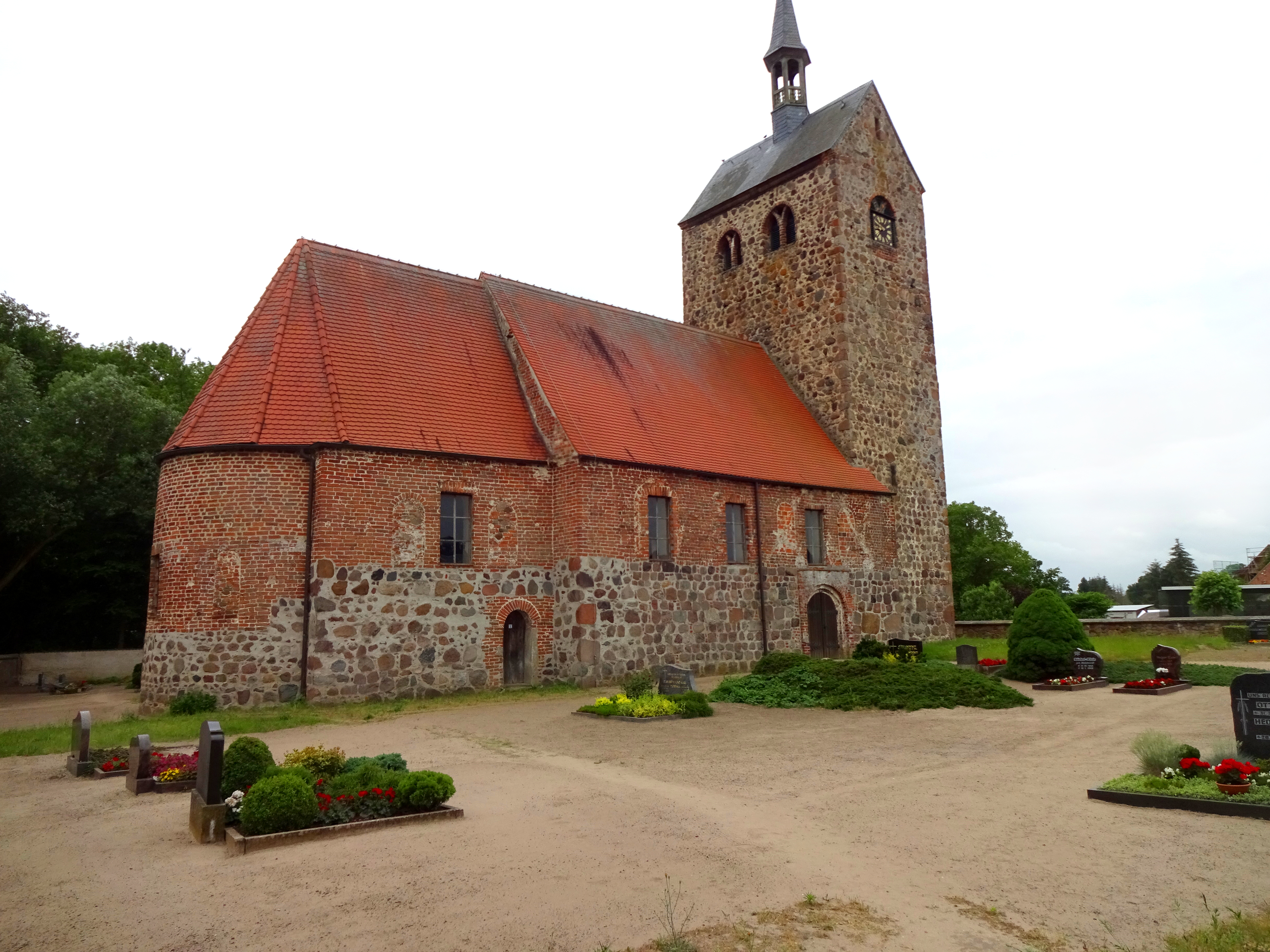
Kirche in Groß Rossau

- Die evangelische Dorfkirche in Groß Rossau, stammt aus der ersten Hälfte des 12. Jahrhunderts, der Unterbau ist aus Feldstein errichtet. Bekannt ist die große Bronzeglocke von 1588, gegossen vom Wandergießer Jochen Jenderich. Die zweite Glocke des niederländischen Glockengießer Gerhard van Wou stammt aus dem Jahre 1490. Beide stellen das höchste Niveau des Glockengusses im Mittelalter dar. Die Kirche steht am östlichen Dorfausgang. Südlich der Kirche befand sich das ehemalige Rittergut derer von Rossow.[22]
- Der Ortsfriedhof ist auf dem Kirchhof.
- In Groß Rossau steht an der Kirche ein Denkmal für die Gefallenen des Ersten Weltkrieges. Es besteht aus Granitblöcken mit einer eingelassenen Namenstafel, die von einem Adler gekrönt sind.[23]